# 瓦尔米热尔
瓦尔米热尔（法語：Valmigère，法語發音：[valmiʒɛʁ] ⓘ）是法国奥德省的一个市镇，属于利穆区。

## 地理
瓦尔米热尔（42°58'54"N, 2°22'34"E）面积5.94 平方千米，位于法国奧克西塔尼大區奥德省，该省份为法国南部沿海省份，北起塔恩省，西北接上加龙省，西接阿列日省，南至东比利牛斯省，东临地中海，东北与埃罗省接壤。
与瓦尔米热尔接壤的市镇（或旧市镇、城区）包括：阿尔克、布伊斯、米塞格尔、佩罗勒、泰罗勒、维拉尔德贝勒。

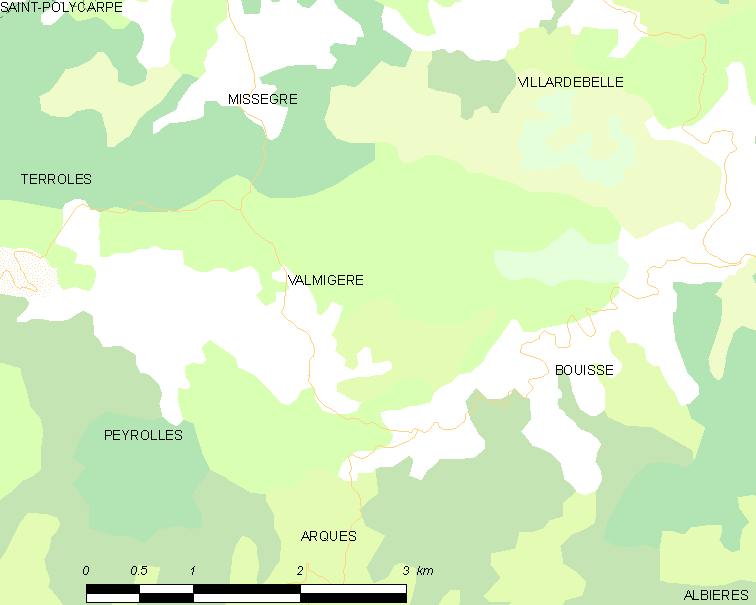
瓦尔米热尔的OSM定位图

瓦尔米热尔的时区为UTC+01:00、UTC+02:00（夏令时）。

## 行政
瓦尔米热尔的邮政编码为11580，INSEE市镇编码为11402。

## 政治
瓦尔米热尔所属的省级选区为上奥德河谷县。

## 人口

1962-2008年间瓦尔米热尔人口变化图示

瓦尔米热尔于2022年1月1日时的人口数量为27人。